# Heinz Schubert
Heinz Schubert   (Dessau, 8 d'abril de 1908 - 1945) fou un compositor i director d'orquestra alemany.
Schubert va néixer a Dessau on va estudiar amb Franz von Hoesslin i Arthur Seidl i a Múnic amb Hugo Röhr i Heinrich Kaminski. De 1926 a 1929, va ser alumne de màster de Siegmund von Hausegger i Joseph Haas a la Universitat de Música i Arts Escèniques de Múnic.
El 1929, Schubert es va convertir en el conjunt teatral Kapellmeister de Dortmund i Hildesheim. Després del "Machtergreifung" pels nazis el 1933, es va unir al Partit Nacional Obrer Socialista Alemany amb el número 3.119.361 i es va convertir en Kapellmeister a Flensburg el mateix any. El 1936 es va estrenar el seu oratori Das ewige Reich basat en un text de Wilhelm Raabe per a baríton, cor masculí i orgue. Es va encarregar amb motiu del "Reichstagung der Kampfbund für deutsche Kultur". Des del 1938 fins al 1945, va ser (amb una pausa el 1942, quan treballava a Münster) el director musical municipal i el director musical del teatre de Rostock.
Tot i que va poder fer una exitosa carrera com a director d'orquestra durant l'època nacionalsocialista, Schubert, seguint els passos de Kaminski, es va negar a fer concessions als que governaven en la seva obra compositiva. A més, va continuar dirigint música de Kaminski fins i tot després que se li prohibís actuar com a presumpte "mig jueu".
Schubert va patir una pressió creixent a principis dels anys quaranta a causa de la seva distància interior amb el règim, però va romandre en gran manera tranquil·litzat per la influència del seu mecenes Wilhelm Furtwängler fins poc abans del final de la guerra. Així, Furtwängler va interpretar dues obres de Schubert en concerts de la Filharmònica de Berlín; el 5 de febrer de 1939, el Preludi i Toccata de Schubert per a orquestra de corda i el 6 de desembre de 1942, el Concert Hymnic de Schubert per a soprano, tenor, orgue i orquestra.
L'últim any de la guerra, Schubert va ser reclutat al "Volkssturm" i va ser registrat per última vegada com a artiller amb el lloc de camp de la unitat número 44.380C. El seu darrer missatge data del 28 de febrer de 1945. Probablement va morir en la batalla d'Oderbruch. Oficialment està desaparegut des de finals de 1945 i va ser declarat mort el 31 de desembre de 1945.
Després del final de la Segona Guerra, la seva obra va quedar en gran manera oblidada. La majoria dels manuscrits de la partitura de Schubert també havien estat destruïts per la guerra.
Entre els pocs enregistraments contemporanis n'hi ha dos de 1940 de "Deutsche Grammophon Gesellschaft" amb la Berliner Philharmoniker dirigits pel compositor: un enregistrament de Praeludium i Toccata per a trio de corda i orquestra de doble corda amb Erich Röhn, violí, Reinhard Wolf, viola i Tibor de Machula, violoncel, i un enregistrament de la Suite Concertanten per a violí i orquestra de cambra amb el violinista Heinz Stanske, així com una gravació per ràdio del seu Concert Hymnic com a enregistrament de concert amb lOrquestra Filharmònica de Berlín, la soprano Erna Berger, el tenor Walther Ludwig i el l'organista Fritz Heitmann sota la direcció de Wilhelm Furtwängler a partir de desembre de 1942. Als anys setanta, la "Bayerischer Rundfunk" va produir el Concert Ambrosian amb el pianista Gerhard Puchelt.
En el transcurs del redescobriment de compositors com Heinrich Kaminski i Reinhard Schwarz-Schilling, l'obra de Schubert ha rebut recentment un reconeixement tardà, que es reflecteix en les reimpressions de diverses composicions.

## Alguns treballs
- Sinfonietta per a gran orquestra, 1929
- Suite Concertante per a violí i orquestra de cambra, 1931-1932
- Die Seele en un text dels Upanishads for alto and orchestra
- Himne després de Zarathustra de Nietzsche
- Concert de Lyrisches per a viola i orquestra de cambra
- Verkündigung després dels Upanishads, 1936
- Das ewige Reich després de Wilhelm Raabe (perdut), 1936
- Praeludium i Toccata per a orquestra de doble corda, 1936
- Concert per a soprano, tenor, orgue i orquestra, 1939
- Vom Unendlichen després de Zarathustra de Nietzsche per a soprano i tres quintets de corda, 1941
- Concert ambrosià, fantasia coral sobre "Verleih uns Frieden gnädiglich" per a piano i petita orquestra, 1943
- Skizzen zu einem Concerto solemnis